# Sasori – Grudge Song
Sasori – Grudge Song (jap. 女囚さそり 701号怨み節, Joshū Sasori: 701-gō Urami-bushi, dt. „weiblicher Häftling Skorpion Nr. 701: Melodie des Grolls“) ist ein japanischer Exploitationfilm des Regisseurs Yasuharu Hasebe aus dem Jahr 1973 und der vierte Teil einer sechsteiligen Filmreihe, die auf dem gleichnamigen Manga von Tōru Shinohara basiert. Der Film mit Meiko Kaji in der Rolle der namensgebenden Rächerin zählt zu den Pink Eiga genannten japanischen Erotikfilmen und ist der erste Film dieser Reihe, welcher nicht vom Regisseur der drei vorangegangenen Teile Shun’ya Itō inszeniert wurde.
Im Gegensatz zu den ersten beiden Teilen der Sasori-Reihe wurden die beiden Fortsetzungen, also Teil drei und vier, nicht vom Kölner Filmverleiher Rapid Eye Movies (rem) synchronisiert, sondern lediglich in Originalsprache mit deutschen Untertiteln angeboten.

## Handlung
Die wegen Mordes und Gefängnisausbruchs gesuchte Nami Matsushima gerät auf ihrer Flucht vor dem aggressiven Inspektor Kodama und dessen Polizeieinheiten an den verbitterten Kudo, der hinter den Kulissen eines Strip-Lokals arbeitet. Kudo ist ein ehemaliger politischer Aktivist, der einst von der staatlichen Geheimpolizei schwer misshandelt wurde und seitdem hinkt, sieht in der verwundeten Schönheit ein schützenswertes Opfer der Justiz, welches er sich sofort annimmt. Er pflegt Nami, versorgt sie mit Nahrung und gewährt ihr eine sichere Unterkunft in seinem ehemaligen geheimen Agitationszentrum auf einem Schrottplatz.
Derweil sucht die Polizei mit einem Großaufgebot nach der Flüchtigen. Dem sadistischen Kodama gelingt es bereits nach kurzer Zeit eine Verbindung Kudos zu Nami herzustellen, so dass dieser verhaftet und erneut misshandelt wird, um den Aufenthaltsort der entflohenen Mörderin preiszugeben. Der Beschuldigte schweigt beharrlich. Auf freiem Fuß führt der von der Polizei beschattete Kudo die Beamten unwissentlich zu Nami. Eine darauffolgende Schießerei mit undurchsichtigen Kampfhandlungen begünstigt allerdings die Flucht der beiden. Kodama will die wegen mehrfachen Mordes an Polizisten gesuchte Straftäterin mit allen Mitteln ergreifen und lässt daher fieberhaft nach ihr suchen. Das gesuchte Paar wird zur Großfahndung ausgeschrieben, begeht daraufhin einen folgenschweren Fehler, als sie die Ehefrau Kodamas an deren Geburtstag als Geisel nehmen, es zu Streitigkeiten kommt und die gefesselte Frau tödlich verunglückt. Der gedemütigte Inspektor schwört daraufhin Rache an der Person, der er den Mord, es war in Wirklichkeit ein Unfall, am ehesten zutraut: Nami Matsushima.
Währenddessen entdecken die beiden Gesuchten ihre Gefühle füreinander. Doch die Polizei verfolgt das Pärchen weiterhin mit aller Unnachgiebigkeit und Härte. Kudo wird schließlich gefasst, misshandelt und gefoltert. In dieser Notlage denunziert der komplexbeladene Mann seine Gefährtin, die wenig später von einem bewaffneten Kommando der Polizei gestellt wird. Der wütende Kodama will sich rachsüchtig an Nami rächen, sie ermorden, doch aufgrund der vielen Zeugen sieht er zunächst von seinem Vorhaben ab. Kudo kommt danach auf freien Fuß, während Nami verhaftet und zum Tod durch den Strang verurteilt wird. Sie wird in ein Hochsicherheitsgefängnis für Frauen eingewiesen, wo ihr Urteil aufgrund der Schwere ihrer Schuld binnen weniger Monate vollstreckt werden soll. Nami wird während ihrer Haft wieder zur rachsüchtigen Sasori, die zunächst in stoischer Ruhe alle Erniedrigungen, Demütigungen und Misshandlungen erträgt, um zum geeigneten Zeitpunkt zurückzuschlagen.
Inspektor Kodama besucht den „Skorpion“ in der Strafvollzugsanstalt, um sicherzugehen, dass sie Qualen erleidet, gefoltert und gequält wird. Dennoch gibt der zwielichtige Polizist seine eigenen Rachepläne gegenüber der vermeintlichen Mörderin seiner Frau nicht auf, er will sie persönlich töten. Mit der Hilfe einer Wärterin schmuggelt er die nichtsahnende Gefängnisinsassin, Nami, heraus und fährt mit ihr zu einem entlegenen Galgen. In diesem surrealistischen Szenario versucht er, Sasori zu hängen, doch sein „Opfer“ wird in einem wilden Handgemenge zur Täterin; Kodama findet so eher zufällig den Tod. Für die Entflohene ist nun der Weg frei für ihre Rache an Kudo, ihrem Ex-Geliebten. Diesen stellt die schwarzgekleidete Rächerin am Ende des Films, es kommt zu einer Umarmung und ihr einstiger Weg- und Kampfgefährte bittet sie um Verzeihung, doch zeitlich versetzt rammt die immer unmenschlicher werdende Sasori eine Stichwaffe in die Bauchgegend. Verwundet und geschwächt taumelt Kudo umher, bis er bei einem Sturz aus größerer Höhe den Tod findet. In der letzten Szene des Films offenbart Sasori dem Zuschauer ihr Mordmotiv und sagt, dass sie nicht ihren Liebhaber getötet habe, sondern vielmehr jene Nami Matsushima, die ihn liebte.